# Ptyelus hottentoti
Ptyelus hottentoti is een halfvleugelig insect uit de familie Aphrophoridae. De wetenschappelijke naam van deze soort is voor het eerst geldig gepubliceerd in 1916 door Cogan.